# Würchhausen
Würchhausen ist ein Ortsteil der Gemeinde Wichmar zwischen Jena und Camburg in Thüringen.
Die Ortslage Würchhausen besteht aus den Haupt- und Nebengebäuden eines Gutshofes und liegt in einer Flussschleife auf dem linken Saaleufer gegenüber dem Hauptort Wichmar, beide Ortsteile verbindet eine Brücke. Durch die Gemarkung von Würchhausen wurde die Bahntrasse der Strecke Naumburg-Camburg-Jena gebaut, die 1874 eröffnet wurde. Durch den Ortsteil verläuft auch der Saale-Radweg.

## Geschichte
Am 27. November 1181 wurde der Ort urkundlich ersterwähnt. Der Ort gehörte zum wettinischen Amt Camburg, welches aufgrund mehrerer Teilungen im Lauf seines Bestehens unter der Hoheit verschiedener Albertiner und Ernestinischer Herzogtümer stand. 1826 kam Würchhausen als Teil der Exklave Camburg vom Herzogtum Sachsen-Gotha-Altenburg zum Herzogtum Sachsen-Meiningen. Von 1922 bis 1939 gehörte Würchhausen zur Kreisabteilung Camburg.
Wann das heute noch erkennbare, einstige Rittergut entstand, lässt sich derzeit nicht genau feststellen. Es ist wahrscheinlich, dass das Auftreten der Familie Münch im 15. Jh. damit in Zusammenhang steht. Die weitaus ältere Burg der Herren von Würchhausen ist heute nicht mehr erkennbar und lässt sich nur durch eine alte Karte und Keramik nachweisen. Mit dieser Burg stehen auch die im 14. Jh. genannten Schenken von Käfernburg in Zusammenhang. Das Rittergut wurde bereits im 19. Jh. von der Familie Münch verkauft. Nach dem Ersten Weltkrieg im Familienverband bewirtschaftet, A. Beßler nutzte 140 Hektar, G. Beßler 126 Hektar. Nach dem Zweiten Weltkrieg wurde das Gut enteignet und einer LPG zur Bewirtschaftung zugeführt.
Kirchlich gehörte Würchhausen seit der Reformation zu Münchengosserstädt. Vor der Reformation stand dort auch eine Pfarrkirche, die dem Hl. Georg geweiht war. Wichmar hat heute noch eine eigene Kirche und war lange Zeit eine eigene Pfarrei. Heute gehören Würchhausen und Wichmar zur Pfarrei Dorndorf. Im alten Gutshaus befindet sich noch als bauliches Detail eine spätmittelalterliche Hauskapelle, sie ist Privatbesitz.